# Howe (North Yorkshire)
Howe is een civil parish in het bestuurlijke gebied Hambleton, in het Engelse graafschap North Yorkshire.